# Ulózonové kyseliny

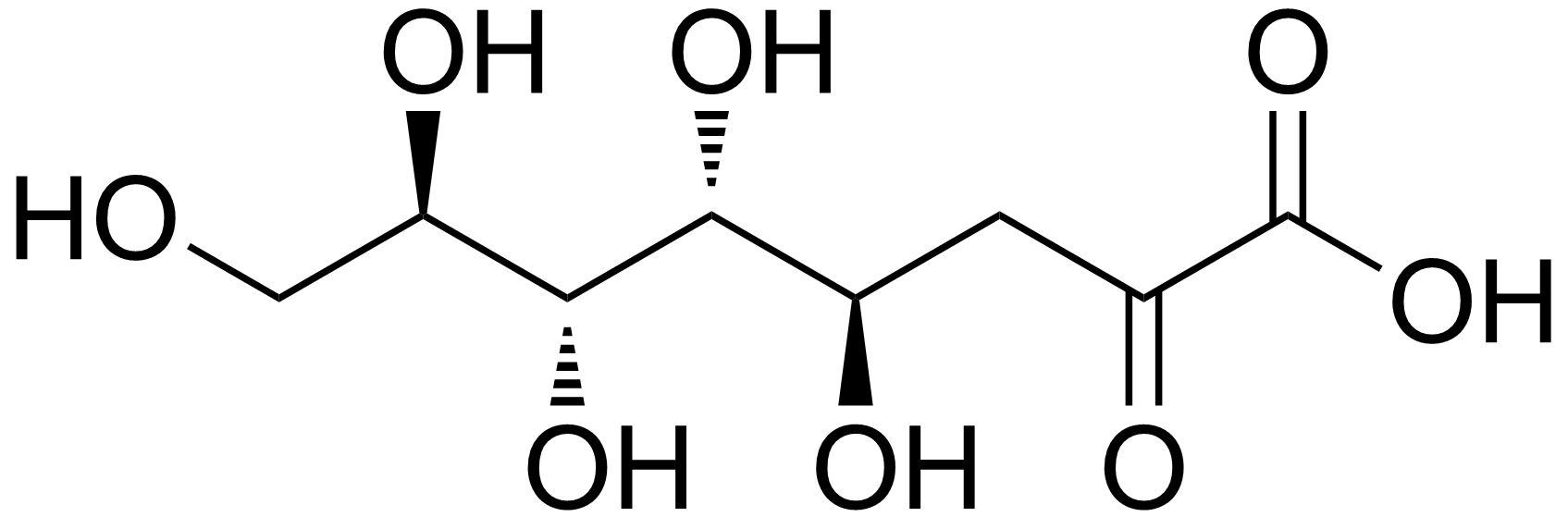
kyselina 3-deoxy-ᴅ-manno-okt-2-ulózonová, jedna z ulózonových kyselin

Ulózonové kyseliny jsou cukerné kyseliny odvozené od ketóz oxidací alkoholové skupiny na prvním uhlíku na karboxyl, čímž vznikne alfa-ketokyselina.
Příkladem může být kyselina 3-deoxy-ᴅ-manno-okt-2-ulózonová.